# Cultura argárica

Mapa das culturas ibéricas da Idade do Bronze, onde se assinalam as principais minas de estanho e os grupos culturais conhecidos

A cultura argárica ou cultura de El Argar é uma manifestação e expressão dos povoados do sudeste da Península Ibérica na Idade do Bronze, que formaram uma das sociedades mais relevantes na Europa do 3º milénio a.C. e 2º milénio a.C. e que é uma das melhores estudadas graças ao excelente estado de conservação dos restos arqueológicos. Constitui um complexo cronocultural que é considerado indicativo dos processos de hierarquização social que se estenderam pela Andaluzia e Levante peninsular. O seu nome deve-se ao sítio arqueológico de El Argar, situado no município de Antas, na parte oriental da província de Almeria, sul de Espanha.
Esta cultura arqueológica foi descoberta e definida em finais do século XIX pelos irmãos Enrique e Luis Siret. Carateriza-se pela existência de povoados situados em áreas de difícil acesso e/ou fortificados, casas de planta quadrada construídas com pedra e adobe, enterramentos em cistas, potes cerâmicos (em castelhano: tinajas) e "covachos" (covas) debaixo do chão das próprias habitações, uma clara uniformidade material, abundância de armamento militar e uma progressiva estratificação social. Estende-se pelo sudeste da Península Ibérica, ocupando as províncias de Almeria e Múrcia, bem como parte das de Granada, Jaén e Alicante.
A cultura durou cerca de 800 a 900 anos, entre meados do 3º milénio a.C. e meados do 2º milénio a.C., distinguindo-se pelo menos duas fases, durante as quais se produziu uma contínua hierarquização social interna e uma expansão externa sobre as regiões vizinhas. Cerca de 1 500 a.C., a sociedade argárica desapareceu bruscamente.

## Introdução

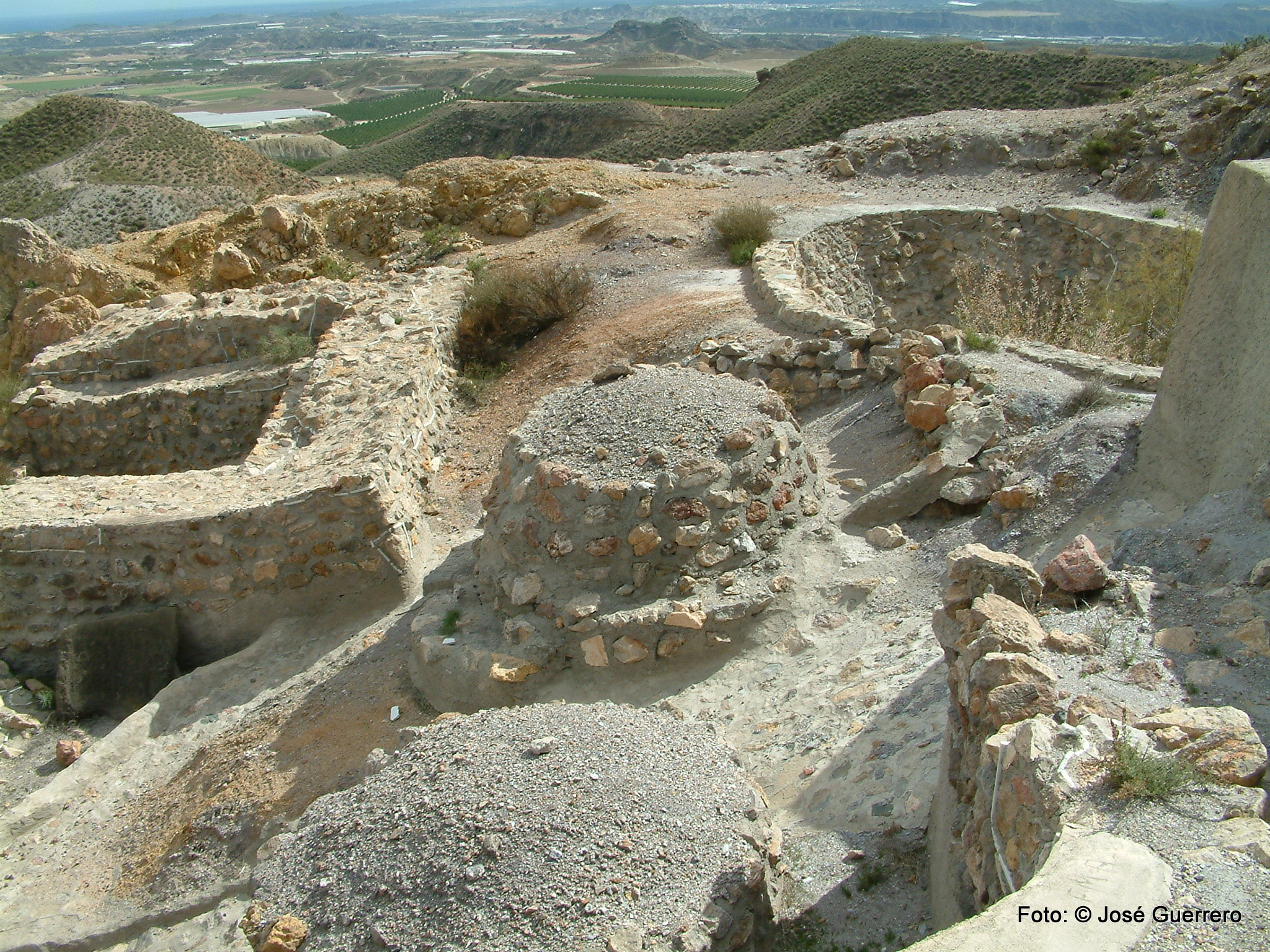
Ruínas em Fuente Álamo

A cultura argárica começou a ser objeto de estudo por parte de arqueólogos e outros investigadores devido às escavações dos irmãos belgas Enrique e Louis Siret, engenheiros de minas na Serra Almagrera, que no assentamento de El Argar estudaram mais de mil enterramentos durante a última década do século XIX.
Além do povoado epónimo, os Siret descoriram outros, como El Oficio, Fuente Álamo, Gatas ou Ifre, todos eles situados em Almeria e Múrcia. Nas suas escavações encontraram abundantes inumações efetuadas nas casas argáricas, cujo espólio incluía espadas, alabardas, punhais e adornos metálicos, bem como artefatos de pedra polida e de osso, peças de cerâmica, de têxteis e plantas domesticadas. Posteriormente foram descobertos e escavados muitos outros assentamentos com caraterísticas similares, situados em lugares elevados e bem protegidos, pelo que inicialmente se pensou que os núcleos argáricos eram todos assim, mas começaram a aparecer mais povoados, de menor dimensão, localizados em terreno plano.
As diferenças qualitativas e quantitativas presentes nos espólios funerários levaram a maioria dos autores a considerar que a sociedade argárica seria formada por vários estratos hierarquizados. Segundo alguns, tratar-se-ia de uma sociedade dominada por chefes, caudilhos e/ou príncipes; segundo outros seria já um estado ou, pelo menos um proto-estado.

## Origens e área de influência

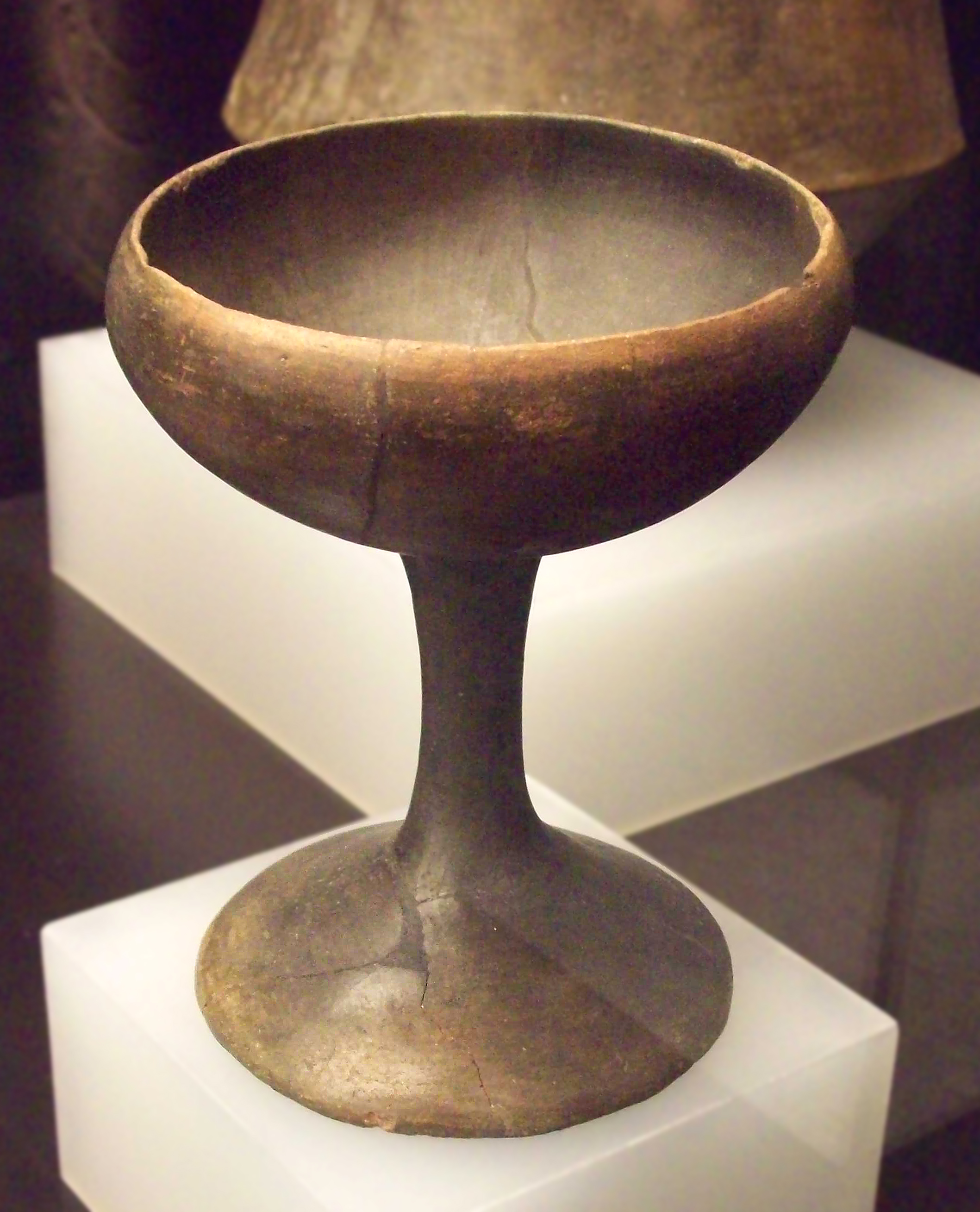
Taça cerâmica da cultura argárica; coleção do Museu Arqueológico de Espanha

Durante muito tempo acreditou-se que pouco depois do 3º milénio, ao mesmo tempo que tomava forma a cultura campaniforme, tinha lugar no sudeste peninsular um novo impacto colonizador de gentes procedentes do contexto greco-micénico, que seguiam os passos de navegantes mais antigos, instalando-se nos importantes focos mineiros de Almeria e zonas vizinhas. Atualmente verificou-se que a cultura material argárica corresponde à evolução da que existia no estrato anterior, pelo que se descartou a hipótese de colonização.[carece de fontes?]
Durante mais de um século ligaram-se as origens destes grupos ao território almeriense, mas esta relação foi questionada por alguns autores, que consideram mais provável que a cultura argárica seja originária da franja territorial situado entre os rios Vera (na província de Almeria) e Guadalentín (na província de Múrcia).
O descobrimento dos primeiros vestígios argáricos pelos irmãos Siret no final do século XIX na região oriental da província de Almeria levou a que durante mais dum século se ligasse a origem desta cultura ao território almeriense. Esta relação começou a ser questionada na primeira década do século XXI, começando a considerar-se mais provável que a origem da cultura se encontrasse na franja territorial situada entre os rios Vera (na província de Almeria) e Guadalentín (na província de Múrcia). ou entre as bacias do Almanzora (Almeria) e Segura (Múrcia). Os investigadores Salvador Fontenla, Juan Antonio Gómez e Miguel Miras apontam a localização da atual cidade de Lorca, na Região de Múrcia, e os seus arredores como a provável zona de assentamento original da cultura argárica.
Atualmente existe um certo consenso entre os estudiosos para situar a zona de influência argárica no sudeste peninsular, abarcando um território que ocuparia integralmente as atuais províncias de Almeria e Múrcia, bem como uma boa parte das províncias vizinhas: Albacete, Alicante, Granada, Jaén e Cidade Real. Tal expansão teria sido consequência direta do militarismo argárico, dirigido para zonas estratégicas que permitiam o controlo sobre as vias de comunicação ou sobre recursos agropecuários ou mineiros.

## Cronologia

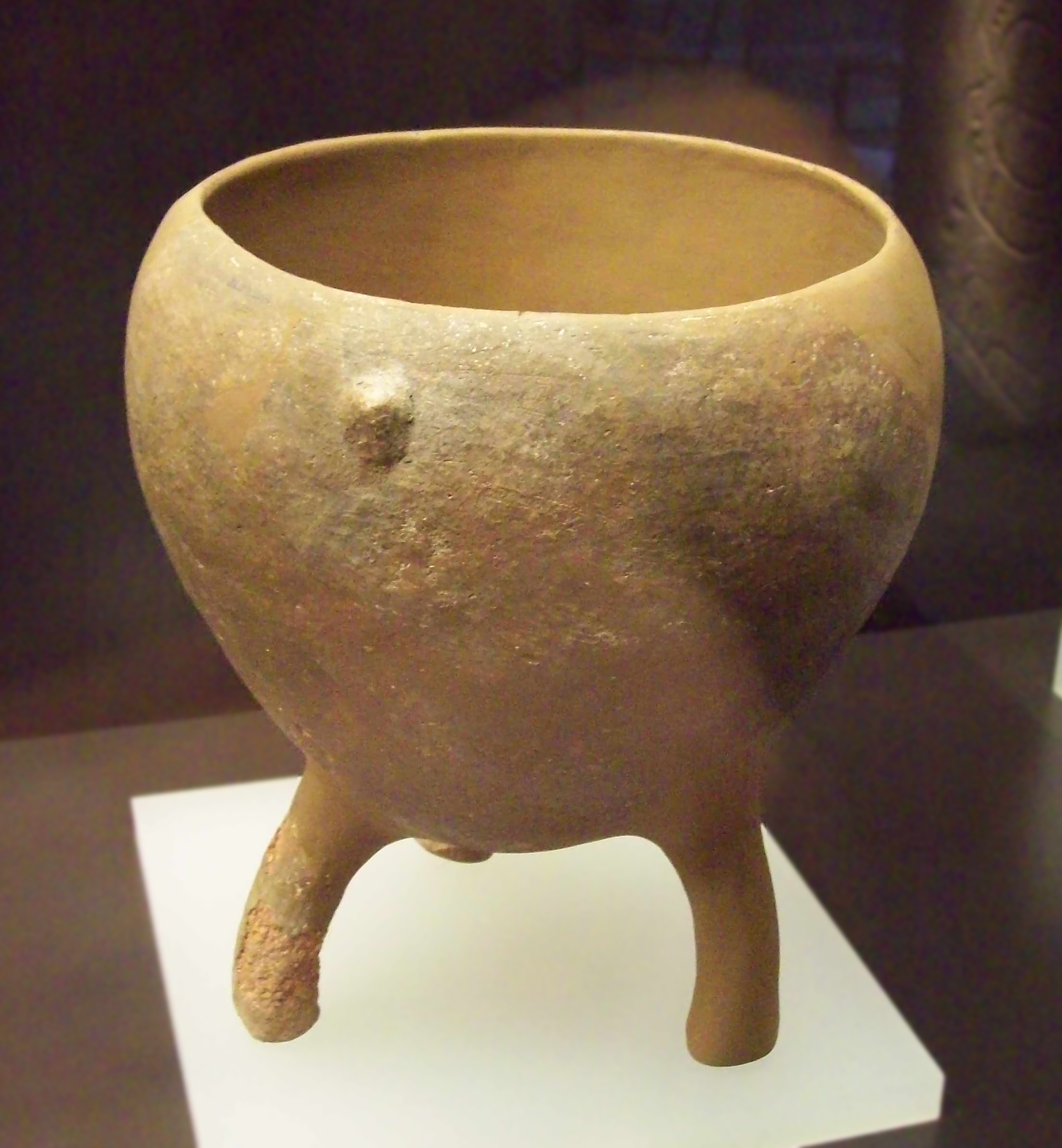
Vaso com três pés da coleção do Museu Arqueológico de Espanha; encontrado por Luis Siret em Cuevas del Almanzora

A cronologia da cultura argárica é controversa, mas usualmente é aceite um intervalo entre 2 300 e 1 500 a.C. ou 2 250 — 1 600 a.C., embora outros autores referiram o período 2 000 — 1 100 a.C. As primeiras datações denotam uma certa convivência com os grupos calcolíticos até 2 250 a.C., em alguns momentos marcados pela instabilidade, com uma decadência demográfica e material, assim como níveis de destruição em alguns assentamentos. Embora algumas aldeias calcolíticas tenham sobrevivido durante a Idade do Bronze (casos de Gatas ou Fuente Álamo), estas foram reconstruídas seguindo um padrão totalmente diferentes. A maioria dos assentamentos argáricos eram de nova fundação e apresentavam caraterísticas singulares em comparação com os da época prévia, o que é interpretado como uma transformação social, síncronas com outras que se produziram na Europa e no Mediterrâneo Oriental.
Com base nas oferendas funerárias, foram distinguidos dois períodos:
- Entre aproximadamente 2 300 e 1 800 a.C. a sociedade argárica teria sido dominada por uma elite masculina que era enterrada em covachos ou cistas com alabardas e punhais, junto a mulheres associadas a punhais e punções.[carece de fontes?]
- De 1 800 a 1 500 a.C. aparecem nos túmulos da elite dominante espadas largas para os homens e diademas para as mulheres; depois deteta-se outro estrato associado aos binómios machado/punhal masculino e punhal/punção feminino. Por baixo destes encontrar-se-iam outros níveis sociais com espólios mais pobres. Uma peculariedade desta época é a da generalização dos túmulos infantis com espólio significativo.[12]

A partir de 1 650 a.C. o mundo argárico começou a entrar em decadência, acabando por colapsar em 1 500 a.C. É possível que a intensificação da atividade agropecuária e de manufatura tivessem provocado a desflorestação e degradação do meio ambiente em grande escala do sudeste peninsular, já de si relativamente árido. Quando o excedente produtivo deixou de ser suficiente para manter a produção secundária e o clientelismo associado aos setores dominantes, o equilíbrio do sistema sociopolítico argárico colapsou.

## Paleoecologia
A reconstrução do meio ambiente argárico tem sido objeto de disputas e há muitas opiniões diferentes entre os estudiosos. Baseando-se na interpretação ecológica dos restos de fauna encontrados nos sítios arqueológicos (Cerro de la Encina, Cuesta del Negro ou Cabezo Redondo, entre outros) Vicente Lull considera que o paleoambiente do sudeste peninsular durante a Idade do Bronze era muito distinto do atual, com maior caudal hídrico, amplas extensões florestais e fauna abundante.

## Sítios arqueológicos

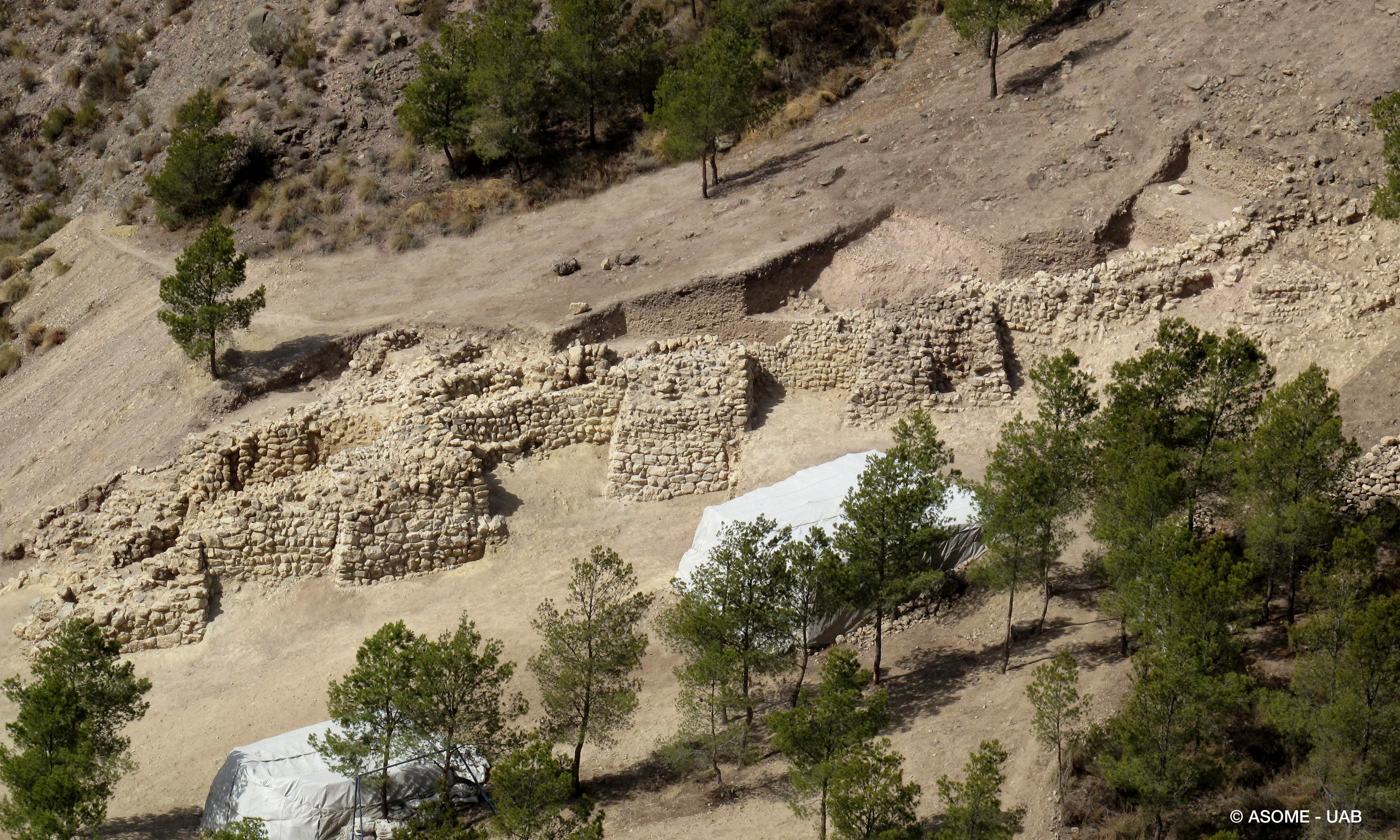
Trecho de muralha em La Bastida de Totana

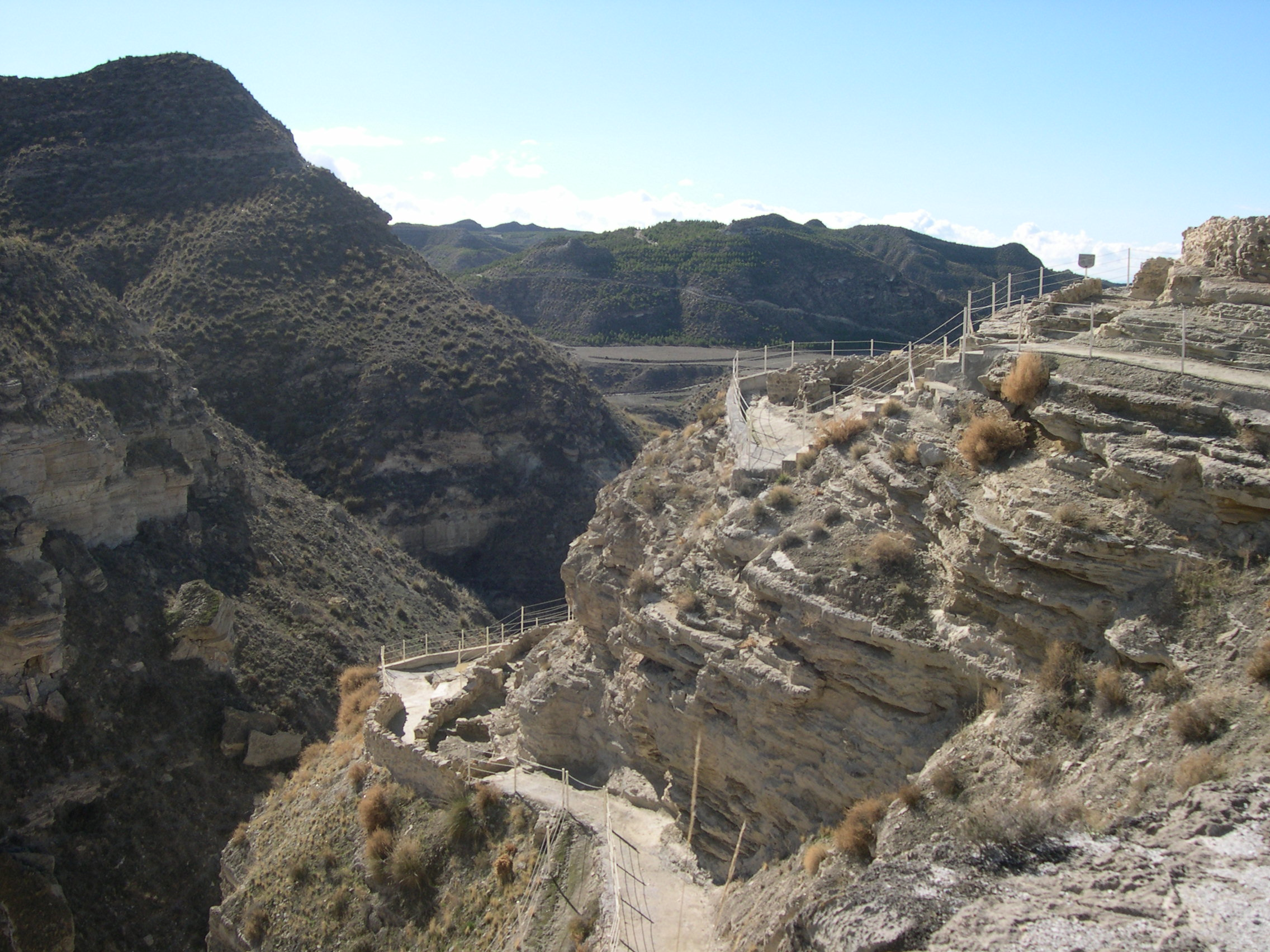
Vista de El Castellón Alto

A maioria dos povoados argáricos conhecidos situam-se em locais altos e bem defendidos, embora haja alguns de menor dimensão situados em terreno plano. Os primeiros eram constituídos por edifícios de planta retangular ou trapezoidal construídos em pedra, taipa ou adobe em terraços construídos artificiais das encostas. Há construções de caráter doméstico, com casas, equipamentos e recipientes de armazenamento, e outras, maiores, usadas como oficinas, atividades produtivas e armazéns centralizados. Certos povoados apresentam estruturas defensivas como muralhas e torres, mas a maioria não tinha necessidade disso devido à sua localização estratégica em altura. O tamanho dos povoados era bastante modesto, tendo-se estimado que em núcleos com alguma importância, como Gatas IV e Fuente Álamo III-IV viveriam entre 300 e 500 pessoas, em El Argar umas 500 e 600 em La Bastida de Totana.
O urbanismo consiste em casas compostas por vários recinto de muros direitos e de forma irregular que se agrupam em núcleos compactos, distribuídos em relação com espaços livres e tortuosos, que podemos interpretar como ruas e que se adaptam à configuração do terreno através da construção de terraços escalonados contidas por grandes muros longitudinais. O espaço habitável aparece delimitado por paredes divisórias perpendiculares ao myuro. No cimo encontra-se o núcleo do assentamento que faz as vezes de fortificação. Assim, os antigos povoados calcolíticos de casas circulares foram substituídos por outros de traça mais regular, com ruas bem definidas e habitações retangulares.[carece de fontes?]
Em geral apresentam uma série de serviços comunitários que incluem canalizações de esgotos, cisternas para abastecimento de água, rampas e escadarias entre os níveis da povoação, celeiros, currais para o gado e fornos cerâmicos e metalúrgicos.
Geralmente os assentamentos situam-se perto de fontes de água potável e alguns são vizinhos de minas de cobre e prata. Os "grandes" povoados localizam-se na saída de um vale, numa meseta ou numa encosta bem resguardada, enquanto que os mais pequenos se encontram em pequenos cumes isolados. A cada um dos povoados de caráter "central" correspondem normalmente outros mais pequenos, em jeito de postos avançados que, regra geral, tinham um caminho direto e uma situação de visibilidade que os punha em contacto com o povoado principal.[carece de fontes?]
A organização territorial responde a regras geoestratégicos definidas pelo domínio de:
- lugares altos facilmente defensáveis;
- zonas mais adequadas para a produção agropecuária;
- explorações mineiras;
- rotas naturais de comunicação.[6]

## Enterramentos

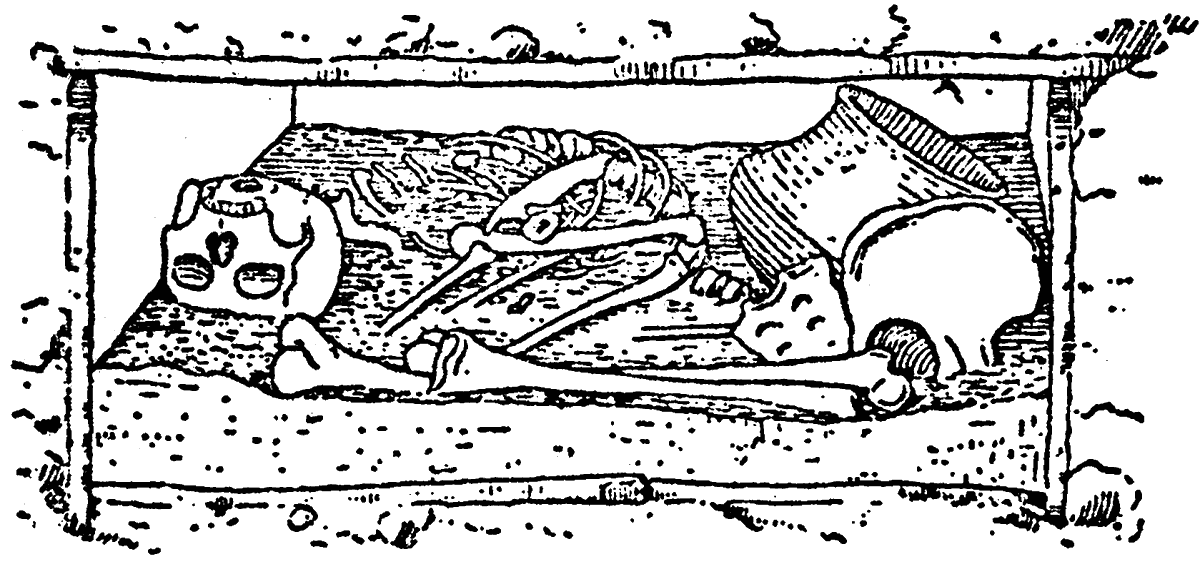
Enterramento em cista em El Argar

Se há algo que caraterize o grupo argárico são os enterramentos, que se realizavam quase sempre no interior dos espaços habitacionais. As inumações eram feitas no interior de fossas, covachos, cistas ou grandes potes de cerâmica denominados pitos, sendo estes predominantes no litoral, enquanto que no interior eram as fossas. As oferendas funerárias apresentam grandes diferenças entre elas e a sua análise permitiu levantar a hipótese de hierarquização social.
Estes enterramentos são geralmente individuais mas por vezes incluem duas ou mesmo três pessoas de uma mesma família numa cista. Ocasionalmente  encontraram-se cenotáfios contendo objetos pessoais mas sem qualquer cadáver, o que parece indicar que por alguma razão não foi possível recuperar o corpo do defunto para que fosse inumado. Os espaços funerários eram selados com uma grande pedra, por sua vez coberta de areia para dar uniformidade ao chão da casa; sobre o local do túmulo era colocada uma pequena pedra para assinalar a localização. Também podiam estar cobertos por lajes de pedra que formavam bancos para trabalhos domésticos. Todos estes aspetos levam a pensar que as comunidades argáricas acreditavam na vida após a morte, o que representa um claro indício da mudança das ideias e da estrutura social em relação ao Calcolítico.[carece de fontes?]

## Economia

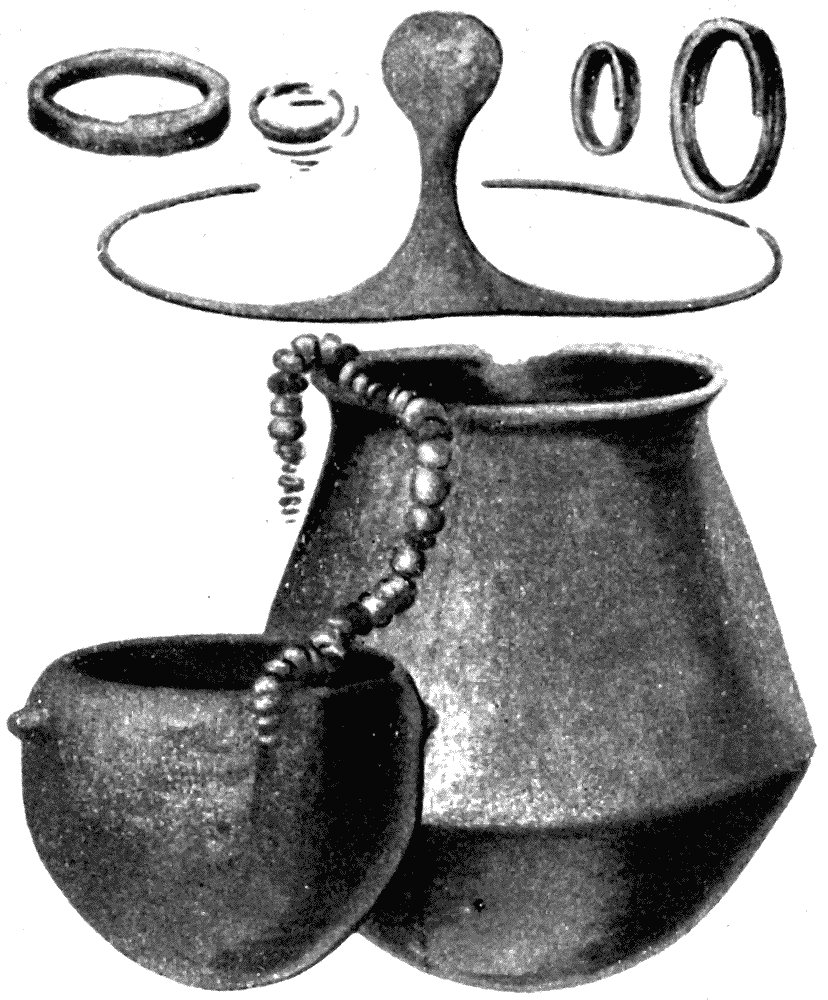
Espólio funerário segundo os irmãos Siret

A economia de subsistência era baseada na agricultura e pecuária, com escassa representação de produtos obtidos da caça, recoleção, nomeadamente de marisco. O cereal predominante era claramente a cevada, mas também semeavam trigo. Nos solos mais férteis cultivavam leguminosas e linho. No litoral alternavam os cereais e as leguminosas em regime de sequeiro, enquanto que no interior a agricultura seguia rotações de pousio e era complementada por uma importante produção de gado. As principais espécies animais domesticadas eram ovelhas, cabras, porcos, bovinos e cavalos. O armazenamento e a moagem dos cereais era efetuado de forma centralizada nos povoados grandes, nos quais foram descobertos moinhos de mão e contentores de armazenamento para cobrir necessidades muito superiores às da população que os habitavam. Cerca de metade dos moinhos concentravam-se de forma centralizada: em Fuente Álamo encontraram-se 22 moinhos num mesmo espaço e em Ifre dez.
A cerâmica era fabricada manualmente, era de boa qualidade e com tipologias estandardizadas, destacando-se as taças, vasos, tigelas e panelas. As ferramentas eram feitas em pedra talhada ou polida, em osso, ou em ligas metálicas como o cobre arsenical ou o bronze. As indústrias mineiras e metalúrgica tiveram grande importância, como atestam os abundantes achados de artefatos e resíduos relacionados com a produção, assim como de artigos metálicos. Quase toda a zona argárica é rica em filões metalíferos e estes teriam sido explorados por núcleos especializados em atividades mineiras. Apesar disto, a manufatura têxtil foi a principal indústria e utilizava, pelo que se sabe até ao momento, exclusivamente o linho, pois não se conhecem tecidos derivados de produtos animais.
É muito provável que existisse um artesanato especializado, pois foram escavadas oficinas e eram produzidos artigos altamente normalizados. Os povoados também se distinguiam segundo as suas atividades principais, quer fossem mineiras, agropecuárias ou agropecuárias e metalúrgicas, pelo que devia haver uma contínua circulação de matérias primas e manufaturas entre eles e os centros de poder. Tudo isso requereria a existência de um sistema de comunicações desenvolvido e instituições que controlassem todo o processo.
Em geral, o conjunto da economia argárica experimentou um aumento da produtividade e da produção, assim como de uma concentração desta última em oficinas multifuncionais onde se fabricava, ferramentas e tecidos e se processavam os cereais. As manufaturas metálicas e sobretudo as armas teriam uma função claramente prática (as últimas como instrumentos de coação) mas também simbólica, como objetos de prestígio e poder individuais dos guerreiros dominantes.

## Sociedade

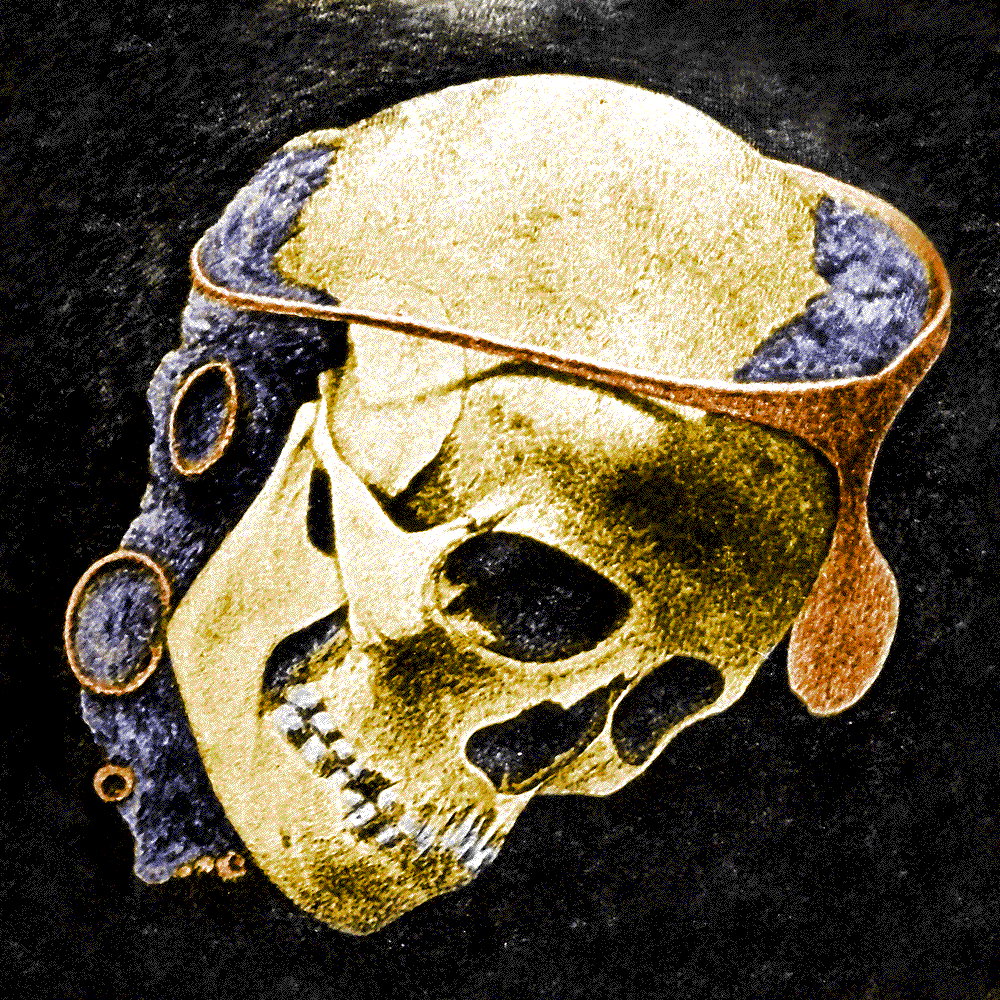
Crânio com diadema de prata, brincos de orelha de cobre e prata e colar de osso e serpentina

A sociedade argárica estava estruturada em unidades domésticas de pequeno tamanho. Os estudo dos espólios funerários conduziu à diferenciação de até cinco estratos sociais hierarquizados, piramidais e de caráter hereditário:
- Dirigentes masculinos com alabardas e espadas, joias de ouro e prata, assim como copos.
- Mulheres e crianças pertencentes à elite.
- Homens e mulheres de pleno direito com machados, punhais e punções; entre eles estariam os guerreiros que apoiariam os líderes.
- Indivíduos de nível social inferior com oferendas simples contendo algum elemento metálico ou cerâmico; seriam pessoas livres dedicadas a trabalhos produtivos como o artesanato ou a agricultura.
- Pessoas desprovidas de oferendas, que podem ter sido servos ou escravos.[9][25]

A existência de servos domésticos infere-se da presença de túmulos ricos e pobres nas mesmas estruturas populacionais em assentamentos como Peñalosa, la Bastida de Totana ou Fuente Álamo. A exploração intensiva do seu trabalho beneficiaria principalmente os dirigentes. Os estratos intermédios teriam também um caráter subordinado a estes, sendo explorados em menor grau, de forma coletiva e indireta.
A reduzida elite masculina que detinha o monopólio do armamento ofensivo desfrutava de acesso privilegiado a alguns produtos de consumo e tinha maior esperança de vida. A situação da mulher argárica é controversa: em alguns enterramentos femininos aparecem oferendas do nível máximo, como como diademas de ouro, mas em nenhum caso armas como alabardas ou espadas, mas punhais e punções, mais associados aos processos económicos. Tal restrição foi interpretada como subordinação do género feminino ao masculino em cada um dos correspondentes níveis sociais.

## Interpretações

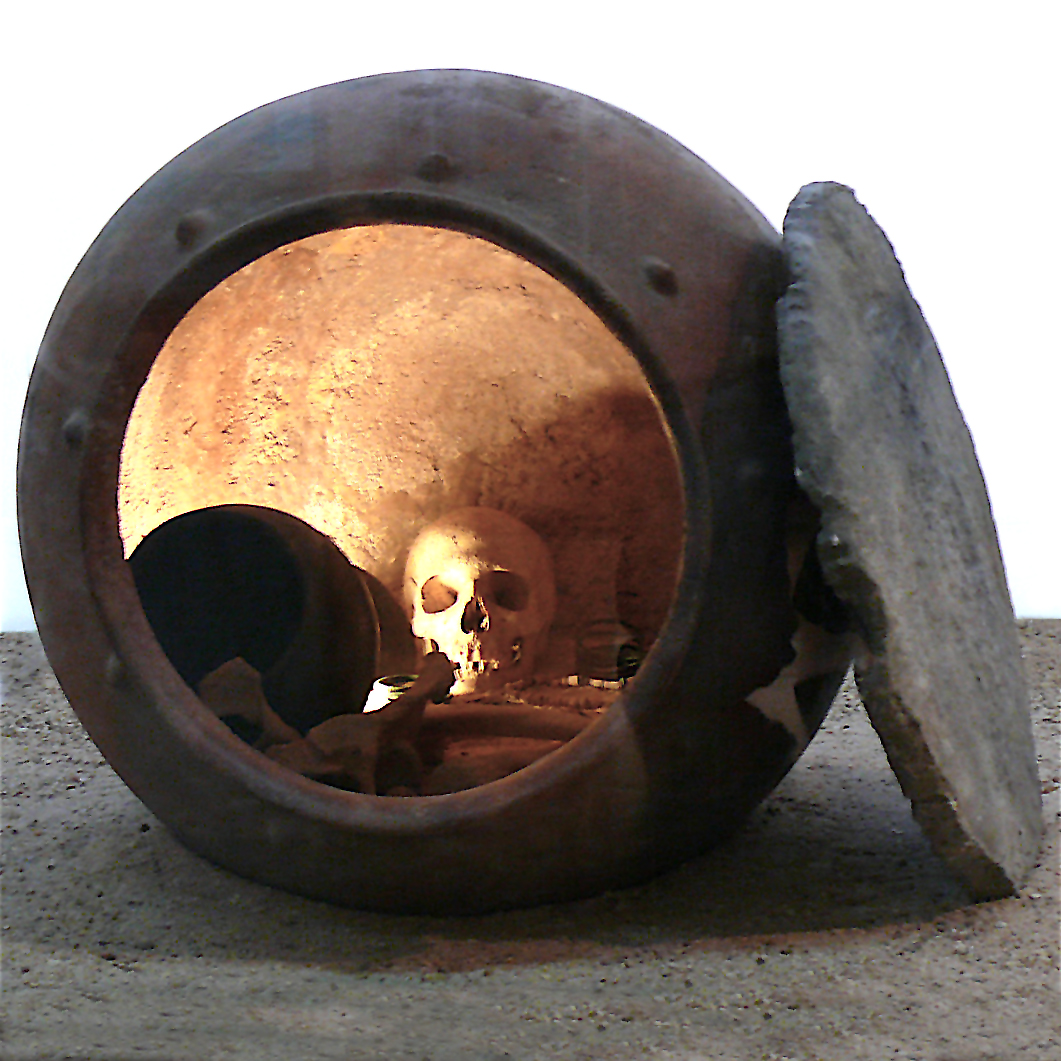
Sepultura em pitos (pote cerâmico)

Para González Marcén, Lull e Risch, a sociedade argárica era de caráter estatal. Segundo os dois últimos, o sistema argárico baseava-se no controlo dos campos de cereais cuja produção podia ser transportada para os povoados centrais, onde se acumulava e era gerida pelo grupo dominante. Mediante a coerção gerada pelo monopólio das armas restringia-se o acesso do resto da população aos produtos de consumo básicos. A centralização nestes assentamentos das produções metalúrgica e cerâmica permitiu a estes dirigentes normalizar as manufaturas em todo o espaço argárico. Dentro deste as trocas aparecem reduzidas às elites e não deviam existir com os territórios circundantes, já que não foram encontrados materiais elementos materiais exteriores. Os autores consideram assim que a institucionalização da exploração económica baseada na força, a delimitação territorial e a sua expansão ao longo do tempo, bem como a uniformidade material são caraterísticas de sociedades estatais, o que os leva a considerá-la como tal.
A tese de que o grupo argárico se poderia definir como um estado é compartilhada por O. Arteaga, F. Nocete e F. Contreras, mas é rechaçada por A. Gilman, R. Chapman e Ramos, que a consideram uma sociedade demasiado rural e básica, com falta de coerência. Jorge J. Eiroa crê que a interdependência detetada na organização territorial de grupos de assentamentos argáricos seria o resultado de una organização política de caráter complexo que poderia fazer parte dos processos que deram origem ao estado. Segundo ele, das três premissas básicas para a definição do estado, duas estariam claramente representadas (um âmbito geográfico e um povo), mas não a terceira (o seu governo). Assim, qualifica a sociedade argárica de chefatura altamente estratificada, similar a muitos outros grupos culturais da Idade do Bronze.

## Principais sítios arqueológicos
Província de Alicante
- Cabezo Redondo, em Villena

Província de Almeria
- El Argar, em Antas
- Cerro del Nacimiento, na Serra de Los Filabres, Macael
- Fuente Álamo, em Cuevas del Almanzora
- Gatas, na Serra de Cabrera, Turre
- El Oficio, na Serra Almagrera, Cuevas del Almanzora

Província de Granada
- El Castellón Alto, em Galera
- Cerro de la Encina, em Monachil
- Cuesta del Negro, em Purullena

Província de Jaén
- Peñalosa, em Baños de la Encina

Província de Múrcia
- La Almoloya, em Pliego
- La Bastida de Totana, em Totana
- Cerro do Castelo de Lorca, em Lorca
- Cerro de Las Viñas, em Coy (Lorca)
- Ifre, em Mazarrón
- Los Cipreses, em Lorca
- Puntarrón Chico, em Beniaján
- El Rincón de Almendricos, em Almendricos, Lorca